# Cap del Solà (les Valls de Valira)
El Cap del Solà és una muntanya de 1.832 metres que es troba al municipi de les Valls de Valira, a la comarca de l'Alt Urgell.